# Raslay
Raslay – miejscowość i gmina we Francji, w regionie Nowa Akwitania, w departamencie Vienne.
Według danych na rok 1990 gminę zamieszkiwało 125 osób, a gęstość zaludnienia wynosiła 31 osób/km² (wśród 1467 gmin regionu Poitou-Charentes, Raslay plasuje się na 868. miejscu pod względem liczby ludności, natomiast pod względem powierzchni na miejscu 1109.).